# Liang Qichao

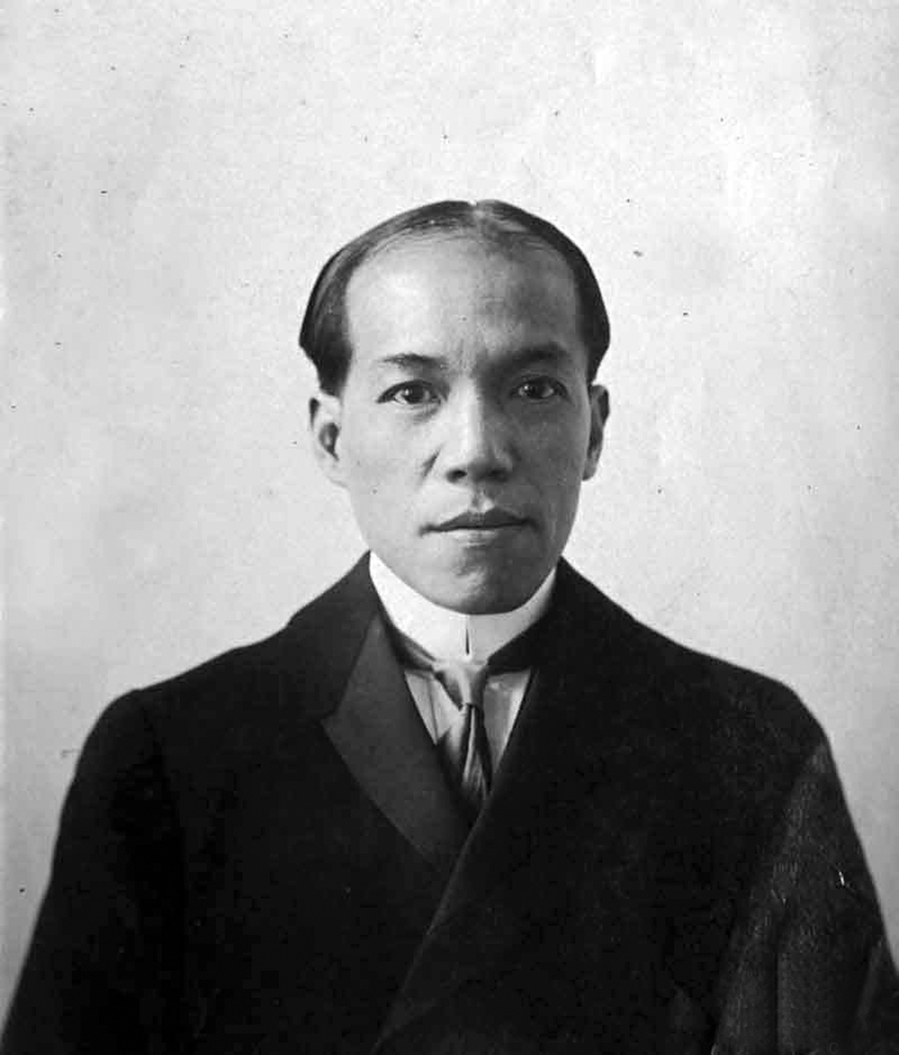
Liang Qichao en 1901

Liang Qichao (en chino tradicional, 梁啟超; Wade-Giles, Liang Ch'i-ch'ao; 23 de febrero de 1873 – 19 de enero de 1929) fue un erudito, periodista, filósofo y político reformista chino que vivió durante los años finales de la dinastía Qing y los primeros años de la República. Fue el «primer y emblemático intelectual moderno de China» y en sus escritos combinó «su saber clásico chino con una gran sensibilidad para las ideas y las tendencias occidentales». Influyó en varias generaciones de pensadores y políticos chinos, como Mao Zedong.

## Biografía

### Bajo la dinastía Qing (1873-1898)
Nació en 1873 en el seno de una familia de la alta burguesía culta de una pequeña localidad cercana a Cantón, capital de la provincia de Guangdong, en el sudeste de China. Fue uno de los discípulos más brillantes de Kang Youwei que dirigía una escuela situada en un templo confuciano de Cantón dedicada a la preparación de los alumnos para los exámenes de ingreso en el cuerpo de funcionarios imperiales y en la que Kang además explicaba su reinterpretación del confucianismo como instrumento para el cambio social y educativo que China necesitaba, tal como había explicado en las numerosas cartas y memorandos que había enviado a la corte Qing de Pekín y que no habían obtenido respuesta.
Durante el viaje que Liang y su mentor Kang Youwei hicieron en 1895 a Pekín para presentarse a los exámenes imperiales, su barco, aunque estaba en aguas territoriales chinas, fue abordado y registrado por un navío de Japón —que acababa de infligir una contundente derrota a China—, lo que enfureció a Liang y a Kang, preocupados ambos por la insuficiente respuesta de China a la agresión que estaba padeciendo desde las Guerras del Opio por parte de las potencias occidentales —y ahora también de Japón—. El problema residía, como escribió Liang en 1902, en que China había «contemplado su país como si fuera el mundo», y había considerado a los demás como unos bárbaros.
Su ira creció cuando estando ya en Pekín se conocieron los términos del humillante Tratado de Shimonoseki por el que China, entre otras concesiones, se veía obligada a ceder la isla de Taiwán a Japón y a renunciar a Corea. Entonces Kang reunió a todos los jóvenes que iban a realizar los exámenes imperiales y en un gesto inaudito presentó una petición colectiva al joven emperador Guangxu, totalmente dominado por su tía la emperatriz viuda Cixi, para que rechazara el tratado e iniciara una serie de reformas al estilo del tanzimat del Imperio Otomano. Kang organizó a continuación una campaña de propaganda y creó sociedades de estudio con nombres como «Sociedad para el Estudio de la Fortaleza Nacional». Liang, por su parte, fundó un periódico pero las autoridades imperiales lo cerraron por lo que se marchó a Shanghái y en 1896 fundó otro llamado Xiwu Bao ('El Progreso Chino') que solo duró dos años pero los artículos que publicó en él sobre la necesidad de las reformas políticas y educativas, lo convirtieron en «el periodista más influyente de China». En varios de ellos pidió la abolición del sistema de exámenes imperiales y su sustitución por un sistema escolar nacional porque

si no hay cultura moral en los colegios, si no se enseña patriotismo, con ello lo único que ocurrirá será que los alumnos acabarán infectándose de las malignas costumbres de la más baja categoría de occidentales, y se olvidarán de que tienen su propio país.

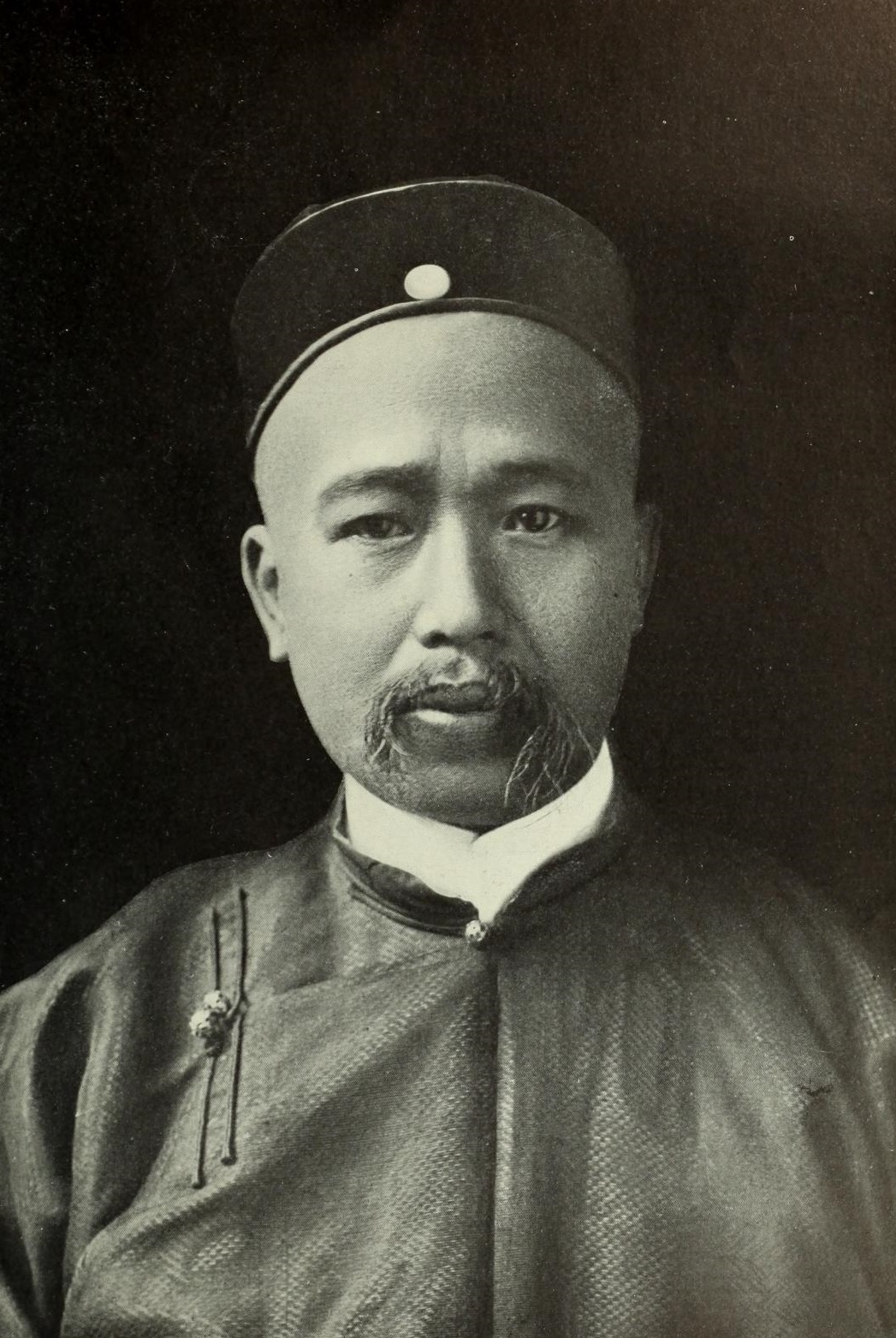
Kang Youwei antes de 1906.

En 1897 abandonó el periódico por discrepancias con su gerente y se puso a dar clases en un colegio reformista de Hunan. Durante ese tiempo también recibió la influencia del reformista Yan Fu.
Cuando a principios de 1898 el joven emperador Guangxu recobró los plenos poderes y llamó a Kang Youwei para que pusiera en marcha la que sería conocida como la «Reforma de los Cien Días», éste nombró a Liang director de la oficina de traducción a pesar de que no había aprobado los exámenes imperiales y su periódico Xiwu Bao ('El Progreso Chino') se convirtió en el órgano oficial del Estado chino. Así Liang, junto con Tan Sitong, acompañó a Kang a las reuniones que mantuvo con el emperador en las que no se guardaba en absoluto el rígido protocolo de la corte Qing.

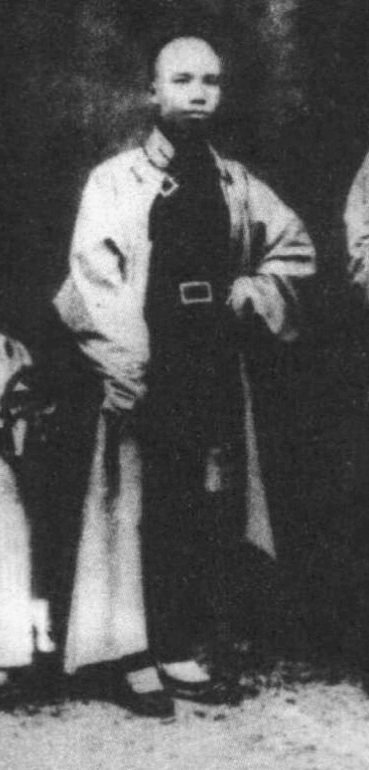
Tan Sitong

El ritmo tan rápido de las reformas iniciadas el 10 de junio de 1898 y su contenido, especialmente la abolición del sistema de exámenes imperiales, provocó la hostilidad de los sectores conservadores que seguían siendo fieles a la emperatriz viuda Cixi. Esta reaccionó con contundencia y el 21 de septiembre de 1898, 103 días después del primer decreto imperial, anunció que volvía a asumir los plenos poderes porque el emperador estaba aquejado de una grave enfermedad —en realidad estaba prisionero en una pequeña isla dentro de los jardines imperiales—. A continuación anuló la mayoría de los decretos promulgados desde el 10 de junio y emitió órdenes de arresto en contra de Liang, Kang y Tan Sitong. Kang logró escapar a Shanghái y desde allí huyó a la colonia británica de Hong Kong, mientras que Liang y Tan Sitong se refugiaron en la embajada de Japón. Pero Tan no quiso acompañar a Liang al exilio a Japón y abandonó la embajada siendo detenido inmediatamente. Sería condenado y decapitado pocos días después junto con otras cinco personas, que serían conocidas como los Seis caballeros de la Reforma de los Cien Días.
La emperatriz Cixi ordenó también que las tumbas de la familia de Kang Youwei fueran profanadas y ofreció una cuantiosa recompensa por la captura de Liang, al que la Gaceta de Pekín describió como un «pequeño animal con piernas cortas, que va montado a lomos de un lobo» (en referencia a Kan Youwei), aunque consiguió escapar a Tianjin con la ayuda de los japoneses y desde allí zarpó para Japón. Tenía veinticinco años.

### Exilio en Japón (1898-1911)
Nada más llegar a Japón fundó con la ayuda financiera de los comerciantes chinos un periódico titulado Qingyi Bao ('Revista de Crítica Pura') en el que escribió artículos, entre otros temas, sobre la actualidad internacional, ocupándose especialmente de la lucha que mantenían los filipinos contra el dominio estadounidense, considerándolos por ello los «pioneros de la independencia de Asia» y que si triunfaban, «elevarían a dos el número de nuevos estados en el Pacífico oriental» (de los que uno sería Japón y otro Filipinas) que posteriormente podrían formar «una fuerza unitaria asiática capaz de oponerse al empuje de la deriva de Europa hacia oriente».

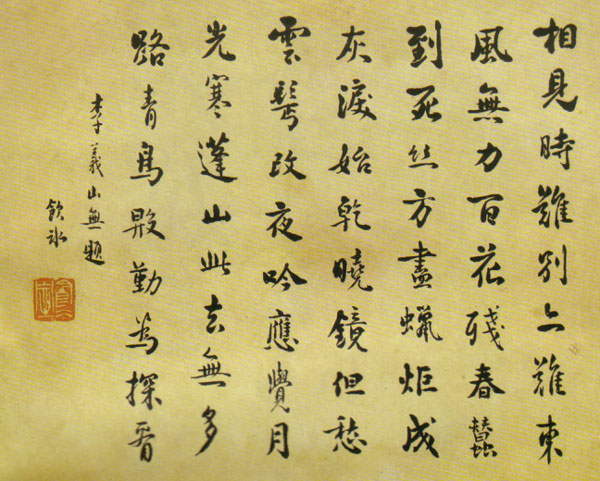
Caligrafía de Liang Qichao

Estas ideas antiimperialistas las desarrolló en los años siguientes —como la obra que escribió en 1901 que llevaba el sarcástico título de «Sobre las nuevas reglas para destruir países»—, señalando la importancia de los factores económicos en el imperialismo moderno. «A quienes alegan que abrir los derechos de extracción, de construcción ferroviaria y de concesiones a los extranjeros no perjudica a la soberanía del país en su conjunto, les aconsejo que lean la historia de la guerra de los bóers», escribió.
En 1899 puso en marcha una escuela, también con la ayuda de comerciantes chinos, a la que acudieron estudiantes llegados de toda China, algunos de ellos antiguos alumnos suyos. Sus escritos fueron introducidos clandestinamente en el país desde Japón, convirtiéndose de esta forma en el intelectual más famoso de China. Fue entonces cuando profundizó en el conocimiento de los autores occidentales —hasta ese momento había dependido de las traducciones de Yan Fu— y también en la teoría del darwinismo social —«Que los fuertes siempre gobiernan a los débiles es en verdad la primera gran ley universal de la naturaleza. Por consiguiente, si queremos conseguir la libertad, no existe ningún otro camino: tan sólo podemos aspirar a ser fuertes ante todo», escribió— que la aplicó a la decadencia de China, cuyas raíces había que buscarlas, según Liang, en la «autocomplacencia» y la «inercia» que le habían llevado a mantener «ciegamente» las mismas costumbres, principios y valores «desde hace más de tres mil años hasta hoy». Pero el cambio que propugnaba, al igual que su maestro Kang Youwei —que se reunió con él en noviembre de 1898—, seguía siendo el de la reforma de la monarquía y no el derrocamiento de dinastía Qing y la proclamación de la república, como defendían los revolucionarios encabezados por Sun Yat-sen, que también se encontraba exilado en Japón. De hecho la emperatriz viuda Cixi protestó ante el gobierno japonés por dar acogida a los que consideraba los tres mayores criminales de China —Kang, Liang y Sun Yat-sen—.
Su simpatía por el darwinismo social lo llevó a señalar la "estupidez y debilidad" de los manchúes —la etnia gobernante durante la dinastía Qing— como responsable de la decadencia de China. Para él, era necesario que los manchúes y los han se mezclaran en búsqueda del perfeccionamiento de la sociedad china y, de esta manera, evitar que la "raza amarilla" sucumbiera ante la "raza blanca".
En el verano de 1899 Kang abandonó Japón para dirigirse a Canadá donde fundó la «Sociedad para la protección del Emperador». Poco después le envió un mensaje a Liang para que viajara a Hawái y a Estados Unidos y Canadá para recaudar fondos entre las comunidades de emigrados chinos. Precisamente estando en Hawái en la primavera de 1900 fue cuando estalló la rebelión de los bóxers cuyo fracaso hizo que Liang abandonara una de sus convicciones anteriores: que la monarquía constitucional era la mejor alternativa para China. En una carta que le escribió a Kang denunció la «mentalidad de esclavo» del pueblo chino y afirmó que el confucionismo ya no podía ser la única guía en un mundo donde «la guerra es la madre de todo progreso». Este nuevo planteamiento, que le alejaba de su antiguo maestro quien seguía apostando por una monarquía renovada y por la reinterpretación del confucianismo, lo desarrolló en la serie de ensayos titulada «Discursos sobre el Nuevo Pueblo» en los que propugnó abiertamente el derrocamiento de la dinastía Qing. «He meditado una y otra vez acerca del sistema popularmente aceptado en China hoy en día; casi no existe ni un solo aspecto de ese sistema que no había que destruir y quitar de en medio de raíz», escribió. Y como apoyo recurrió de nuevo al darwinismo social: «cuando una raza no es capaz de estar a la altura de las exigencias de los tiempos, no puede perdurar».
El viaje que realizó por Canadá y Estados Unidos, que comenzó en Vancouver y que siguió por Ottawa, Boston, Nueva York, Washington —donde fue recibido por el presidente Theodore Roosevelt en la Casa Blanca—, Nueva Orleáns, Pittsburgh, Chicago, Seattle, Los Ángeles y San Francisco, también fue muy importante en la evolución de su pensamiento. Lang se mostró muy crítico con el funcionamiento del sistema democrático estadounidense del que denunció especialmente el populismo grosero al que solían recurrir los candidatos para conseguir ser elegidos, aunque alabó sus virtudes a nivel local. También denunció el rampante imperialismo que había transformado la originaria doctrina Monroe de «las Américas pertenecen a las americanos» en «las Américas pertenecen al pueblo de Estados Unidos», «y quién sabe si eso no seguirá cambiando, un día tras otro a partir de ahora, hasta llegar a "el mundo pertenece a Estados Unidos"». Le escandalizaron los linchamientos y la enorme desigualdad que existía en el país —«el 70% de la riqueza nacional de Estados Unidos está en manos de 200.000 personas ricas. […] ¡Qué extraño, qué estrafalario!», escribió—, pero el mayor horror se lo causó la humillación que padecían los inmigrantes chinos, solo comparable a la que sufrían los negros —sobre estos últimos escribió: «La Declaración de Independencia de Estados Unidos dice que las personas nacen libres e iguales. ¿Acaso los negros son los únicos que no son personas?»—. Y también se indignó con la respuesta que daban los inmigrantes chinos al trato ignominioso que recibían pues en lugar de crear partidos y líderes representativos se aferraban a la tradición y a los lazos de los clanes, dando nacimiento a bandas criminales y a mafias. «¿Con unos compatriotas como éstos, ¿es posible poner en práctica el sistema electoral? […] Libertad, constitucionalismo y republicanismo son términos que significan el gobierno de la mayoría. Pero la abrumadora mayoría del pueblo chino es como los que viven en San Francisco». En octubre de 1903 cuando estaba a punto de embarcar para volver a Japón escribió:

Ya no me mareo con imaginaciones vanas; ya no volveré a contar un cuento de hermosos sueños. En una palabra, el pueblo chino debe aceptar por ahora el gobierno autoritario; no puede disfrutar de la libertad. […] Los que nacen en las atronadoras tempestades de hoy en día, forjadas y moldeadas mediante el hierro y el fuego, ésos serán mis ciudadanos, dentro de veinte, o treinta, o cincuenta años. Entonces les daremos a leer a Rousseau, y les hablaremos de Washington.

Así pues, tras el viaje a Estados Unidos Liang llegó a la conclusión de que la república democrática en China provocaría el caos —temor que acabaría confirmándose— y que la única solución viable para hacer frente al poderío de Occidente era algún tipo de régimen autoritario «ilustrado», como el Imperio alemán bismarckiano o el Japón Meiji donde vivía exiliado. Sin embargo, esta postura le hizo perder adeptos entre los exiliados chinos que se decantaron cada vez más por la propuesta revolucionaria de Sun Yat-sen. Así la revista de Sun Min Bao llegó a tener más difusión que las publicaciones de Liang.

### República (1912-1929)

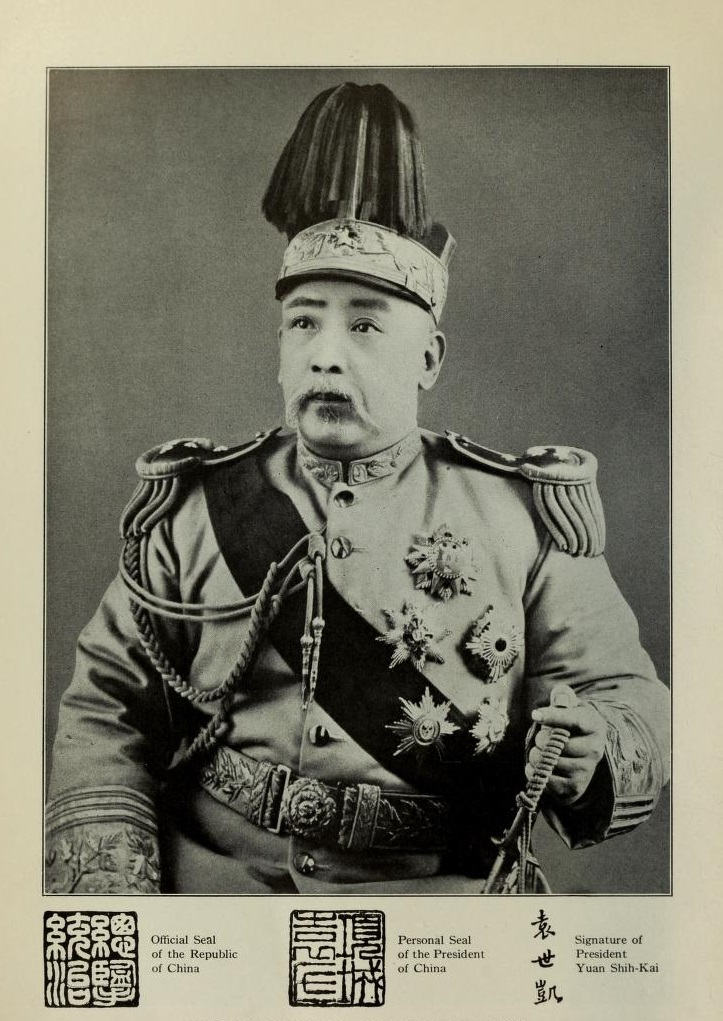
El general Yuan Shikai, presidente de la República de China, en 1915.

Entre finales de 1911 y principios de 1912 la Revolución de Xinhai derrocó a la dinastía Qing y proclamó la República. Su primer presidente fue Sun Yat-sen pero a las pocas semanas el anciano general Yuan Shikai ocupó su lugar. Este nombró a Liang ministro de justicia, pero ante el ascenso del partido nacionalista del Guomindang de Sun Yat-sen implantó un régimen autoritario —el Guomindang fue ilegalizado y Sun Yat-sen fue obligado a exiliarse— y declaró como ideología oficial el confucianismo para lo que recabó la ayuda de Kang Youwei, el antiguo maestro de Liang. Durante el mandato de Yuan se incrementó la presión imperialista sobre China debido a las fuertes deudas que contrajo con bancos y gobiernos extranjeros que le obligaron a nombrar a ciudadanos de otros países para altos cargos de la administración china y a aceptar las humillantes «veintiuna exigencias» que le presentó el gobierno de Japón. Yuan intentó entonces autoproclamarse emperador de China pero su fracaso dio paso a un periodo turbulento de la historia de China, que quedó desmembrada en múltiples territorios gobernados por «señores de la guerra» enfrentados entre sí. Se cumplieron así los temores que Liang había expresado una decena de años antes.
Liang siguió en el gobierno de Pekín, cuya autoridad sobre China era puramente nominal, y en 1917 negoció con las potencias aliadas la entrada de China en la Primera Guerra Mundial, convencido de que la victoria aliada le proporcionaría a China la oportunidad de liberarse de la dominación extranjera y de recuperar la península de Shandong, la tierra natal de Confucio y la «cuna» de la civilización china, que Japón había ocupado durante la guerra arrebatándosela a los alemanes —una de las cláusulas del acuerdo incluía el envío a Europa de 200.000 trabajadores, entre los que se encontraban dos futuros líderes comunistas: Zhou Enlai y Deng Xiaoping, para suplir a los hombres que eran enviados al frente—. Las expectativas aumentaron cuando en enero de 1918 se conocieron los Catorce Puntos del presidente norteamericano Woodrow Wilson que incluían el reconocimiento del derecho de autodeterminación. En Pekín los estudiantes se congregaron ante la embajada de Estados Unidos al grito de «¡Viva el presidente Wilson!» y enarbolando pancartas pidiendo que «se asegurara el mundo para la democracia».
En 1918 Liang viajó a Francia como miembro de la delegación china en la Conferencia de Paz de París, con el propósito de que fueran anulados los tratados desiguales, incluyendo el abuso en la aplicación de la extraterritorialidad, y las indemnizaciones debidas por la rebelión de los bóxers, y de recuperar la península de Shandong, reconociéndose así la plena y completa soberanía de China. Sin embargo, China, a diferencia de Japón, no fue incluida en la mesa de las grandes potencias, y sus reivindicaciones no fueron atendidas —no así las de Japón que mantuvo el control sobre Shandong, aunque no consiguió que fuera reconocida la igualdad racial en los estatutos de la Sociedad de Naciones—.

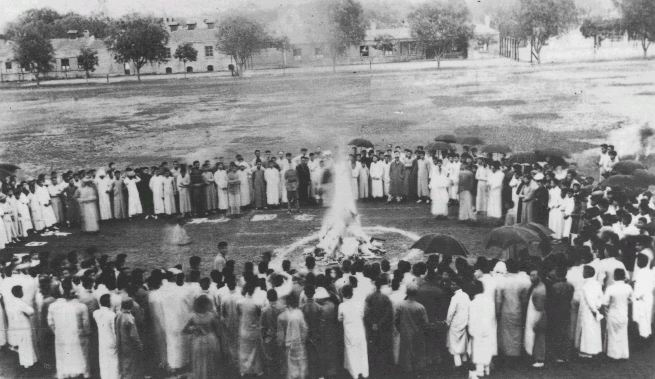
Estudiantes chinos queman productos japoneses en señal de protesta por el mantenimiento del control de Japón sobre la península de Shandong.

Cuando en mayo de 1919 se conoció en Pekín la noticia de que ninguna de las reivindicaciones chinas había sido aceptada, miles de estudiantes se manifestaron encolerizados por las calles, tachando al presidente Wilson de mentiroso. Se inició así el que sería conocido como el Movimiento del Cuatro de Mayo que tuvo un enorme impacto en la historia moderna de China.
Liang, completamente abatido, informó a sus lectores chinos de que había quedado demostrado que el principio «la fuerza es la justicia» «impera hoy igual que siempre», concluyendo que «lo único con lo que China puede contar es con ella misma y con su espíritu y su coraje invencibles». A partir de entonces inició el último viraje en su pensamiento al rechazar violentamente el darwinismo social —del que advirtió de sus «perversas consecuencias» para el «estudio de la sociedad humana»— y volvió a su pasado confuciano, posición que mantendría hasta su muerte en 1929. Este cambio quedó reflejado en su libro Impresiones de viajes por Europa, que escribió tras haber recorrido toda Europa Occidental después de haberse clausurado la Conferencia de Paz de París, en el que describió la devastación que había provocado la Primera Guerra Mundial, entre cuyas causas señaló precisamente al darwinismo social. «La Gran Guerra europea estuvo a punto de borrar del mapa la civilización humana; aunque sus causas fueron muchas, hay que decir que la teoría darwinista tuvo una enorme influencia», escribió.
En su vuelta al confucianismo criticó a los radicales chinos cuyas alternativas se basaban exclusivamente en las ideas occidentales, que, según Liang, estaban basadas en el culto a la «Señora Ciencia» que, si bien había hecho posible «el progreso material» de los últimos cien años que «había superado con crecer los logros de los tres mil años anteriores a ese período», no había traído la felicidad sino solo «catástrofes» como la que se acababa de vivir en Europa haciendo caer a los hombres «en el abismo de la desesperación». Afirmaba también que el ideal confuciano del ren, que enseñaba armonía y compromiso, era superior a la competitividad occidental, porque al fin y al cabo «la vida material es simplemente un medio para el mantenimiento de la vida espiritual» y «nunca debería tomarse como un sustituto del objeto al que sirve». «Nuestro problema es que, en las condiciones de este progreso científico sin precedentes, ¿cómo se puede aplicar el ideal confuciano del equilibrio para que todos y cada uno de los hombres vivan una vida equilibrada?». Así concluía:

Entre los métodos para aliviar la hambruna espiritual, considero que los orientales —chinos e indios— son, en comparación, los mejores. El conocimiento oriental tiene como punto de partida el espíritu; el conocimiento occidental tiene como punto de partida la materia.

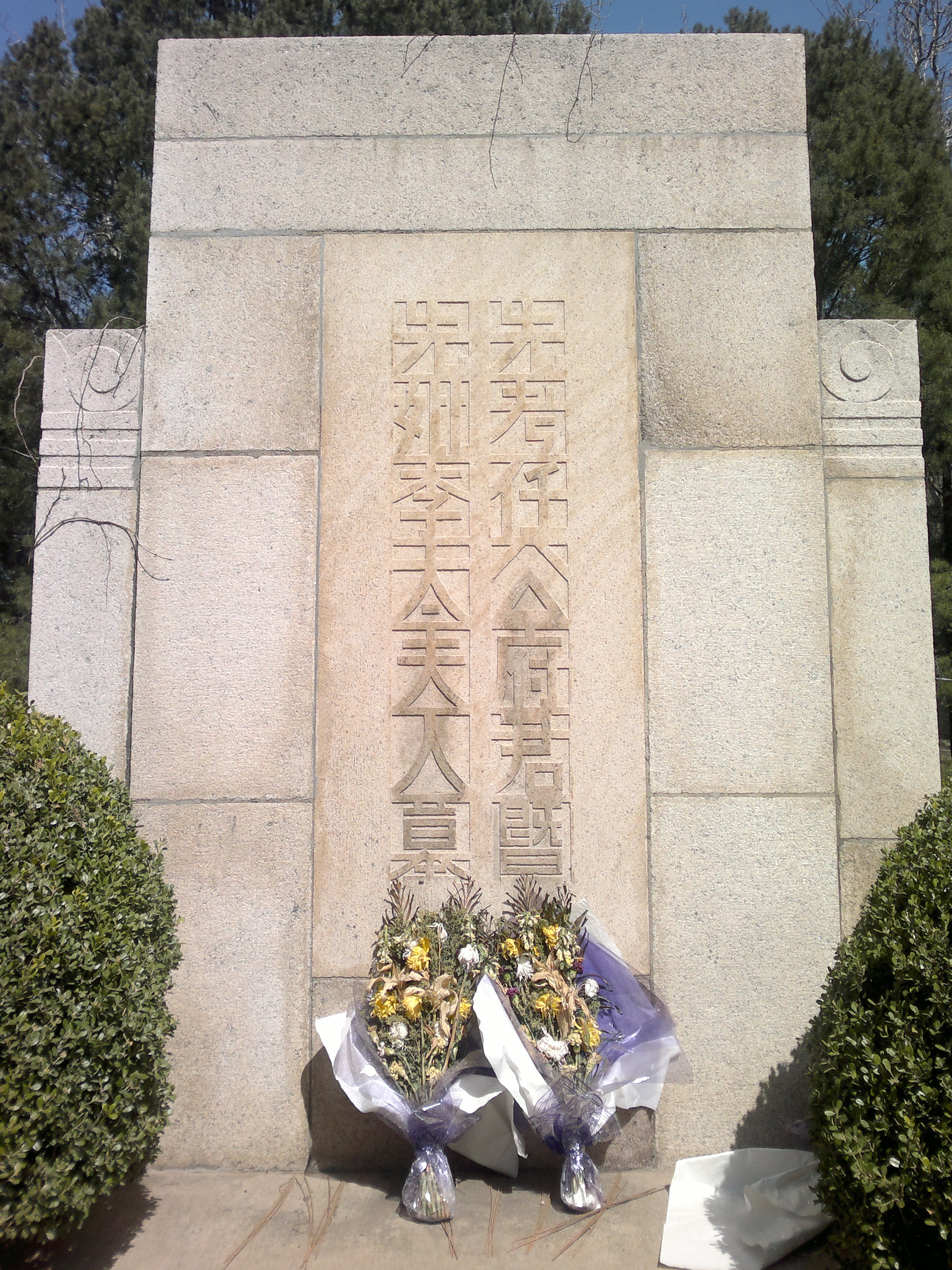
Tumba de Liang Qichao en el Jardín Botánico de Pekín

En 1924 fue uno de los anfitriones del escritor indio Rabindranath Tagore en el viaje que realizó a China ese año, lo que acentuó la críticas que estaba recibiendo por parte de la generación del Movimiento Cuatro de Mayo, convencida de que la alternativa para China era convertirla en una nación fuerte y decidida utilizando los métodos occidentales, ya que Tagore, como Liang, defendía por el contrario los valores propios de Oriente renovados. Tagore pronunció conferencias y asistió a recepciones en Shanghái, Hangzhou, Nanking y Hankou, pero fue en Pekín donde se produjeron los incidentes más graves, promovidos fundamentalmente por la campaña desplegada contra él —e implícitamente también contra Liang— por el Partido Comunista Chino y que finalmente le obligaron a cancelar toda la gira. En Pekín Tagore, tras denunciar al Occidente «explotador», había elogiado el budismo y el confucianismo como medio para cultivar una civilización «en su vida social basada en el alma humana». Cuando se marchó, el poeta comunista Qu Quibai escribió: «Gracias, señor Tagore, pero en China ya hemos tenido demasiados Confucios y Mencios». Liang murió cinco años después.

## Obras
- Sobre la novela y el gobierno de las masas, 1902
- Introducción al estudio de la dinastía Qing (清代學術概論, 1920)
- Las enseñanzas del Moísmo (墨子學案, 1921)
- Historia académica china de los últimos 300 años (中國近三百年學術史, 1924)
- Historia de la cultura china (中國文化史, 1927)
- La construcción de la nueva China
- La filosofía de Lao Tse (老子哲學)
- Historia del budismo en China (中國佛教史)

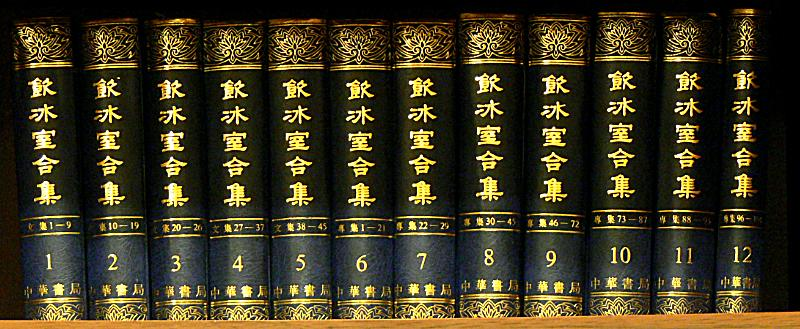
Obras completas de Yinbingshi en 12 vols.

- Obras completas de Yinbingshi, Zhonghua Book Co, Shanghái 1936.

- Obras completas de Yinbingshi 饮冰室合集（全十二册）, Zhonghua Book Co, Beijing, 2003, 4.ª ed.
  - Ensayos : 5 vols que acogen los 45 vols. originales
    - Vol. 1 : vol 1-9
    - vol. 2 : vol 10-19
    - vol. 3 : vol 20-26
    - vol. 4 : vol 27-37
    - vol. 5 : vol 38-45

  - Monografías : 6 vols. que contienen los 104 volumes originales
    - vol. 7 : vol 22-29
    - vol. 8 : vol 30-45
    - vol. 9 : vol 46-72
    - vol. 10 : vol 73-87
    - vol. 11 : vol 88-95
    - vol. 12 : vol 96-104
- Addenda a las Obras completas de Yinbingshi, 3 vols., Peking University Press.